# Lista światowego dziedzictwa UNESCO w Portugalii
Lista światowego dziedzictwa UNESCO w Portugalii – lista miejsc w Portugalii wpisanych na listę światowego dziedzictwa UNESCO, ustanowionej na mocy Konwencji w sprawie ochrony światowego dziedzictwa kulturowego i naturalnego, przyjętej przez UNESCO na 17. sesji w Paryżu 16 listopada 1972 i ratyfikowanej przez Portugalię 11 września 1980 roku.
Obecnie (stan na 2025 rok) na liście znajduje się 17 obiektów, w tym 16 o charakterze dziedzictwa kulturowego i 1 o charakterze dziedzictwa naturalnego.
Na portugalskiej liście informacyjnej UNESCO – liście obiektów, które Portugalia zamierza rozpatrzyć do zgłoszenia do wpisu na listę światowego dziedzictwa, znajdują się 24 obiekty (stan na 2025 rok).

## Obiekty wpisane na listę światowego dziedzictwa UNESCO
Poniższa tabela przedstawia portugalskie obiekty na liście światowego dziedzictwa UNESCO:
Nr ref. – numer referencyjny UNESCO;
Obiekt – polskie tłumaczenie nazwy wpisu na liście wraz z jej angielskim oryginałem;
Zdjęcie – ilustracja obiektu;
Położenie – miasto, region; współrzędne geograficzne;
Typ – klasyfikacja według Komitetu Światowego Dziedzictwa:
- kulturowe (K),
- przyrodnicze (P),
- kulturowo–przyrodnicze (K,P);

Rok – rok wpisu na listę;
Opis – krótki opis obiektu.
     * Obiekt transnarodowy
| Nr ref. | Obiekt | Zdjęcie                                                                                               | Położenie                                           | Typ (wraz z kryteriami) | Rok                      | Opis |
| ------- | --- | --- | --------------------------------------------------- | ----------------------- | ------------------------ | --- |
| 206     | Historyczne centrum Angra do Heroísmo na Azorach Central Zone of the Town of Angra do Heroismo in the Azores                                                                   | Nadbrzeżne miasto z białymi domami i kościołami o czerwonych dachach                                  | Terceira                                            | K (iv, vi)              | 1983                     | Miasto zostało założone pod koniec XV wieku w okresie Wielkich Okryć Geograficznych. Przez 400 lat, aż do nadejścia parowców, służyło jako port zawinięcia dla statków płynących do Afryki równikowej oraz Indii Wschodnich i Zachodnich, a także z powrotem do Europy. Systemy obronne miasta obejmują forty São Sebastião i São João Baptista. Znajduje się tu kilka kościołów barokowych. Miasto zostało znacznie zniszczone w trzęsieniu ziemi w 1980 roku, ale od tego czasu zostało w dużej mierze odrestaurowane.                                                                                       |
| 263     | Klasztor Hieronimitów i Wieża Belém w Lizbonie Monastery of the Hieronymites and Tower of Belém in Lisbon                                                                      | Biała wieża w pobliżu morza                                                                           | Lizbona                                             | K (iii, vi)             | 1983                     | Zarówno klasztor, jak i wieża, położone w dzielnicy Belém w Lizbonie, wzdłuż rzeki Tag, są symbolicznie związane z Epoką Odkryć Geograficznych, kiedy to Portugalia badała świat. Klasztor został założony ku pamięci Henryka Żeglarza i miał służyć mnichom do modlitwy za króla i żeglarzy. Wieża (na zdjęciu) została zbudowana dla upamiętnienia podróży Vasco da Gamy i do ochrony portu. Oba budynki zostały wzniesione na początku XVI wieku w stylu manuelińskim. Niewielka korekta granic obiektu miała miejsce w 2008 roku.                                                                          |
| 264     | Klasztor w Batalha Monastery of Batalha | Gotycki kościół                                                                                       | Batalha                                             | K (i, ii)               | 1983                     | Dominikański klasztor Batalha został zbudowany na początku XV wieku dla upamiętnienia portugalskiego zwycięstwa nad Kastylijczykami w bitwie pod Aljubarrotą w 1385 roku. Klasztor jest arcydziełem architektury gotyckiej, z późniejszymi dodatkami w stylu manuelińskim. Przez ponad dwa stulecia służył jako ważny ośrodek dla monarchii portugalskiej, jako miejsce, w którym określano charakterystyczne cechy sztuki narodowej. |
| 265     | Klasztor Zakonu Chrystusa w Tomarze Convent of Christ in Tomar | Chrześcijański budynek religijny z dzwonem                                                            | Tomar                                               | K (i, vi)               | 1983                     | Klasztor został założony w XII wieku jako twierdza Templariuszy. Gdy zakon został rozwiązany w XIV wieku, jego portugalska gałąź przekształciła się w Rycerzy Zakonu Chrystusa, który później wspierał portugalskie odkrycia morskie w XV wieku. Budowany przez kilka stuleci klasztor zawiera elementy architektury romańskiej, gotyckiej, manuelińskiej, renesansowej, manierystycznej i barokowej. |
| 361     | Historyczne centrum Évory Historic Centre of Évora | Ruiny klasycznej świątyni z kolumnami                                                                 | Évora                                               | K (ii, iv)              | 1986                     | Miasto Évora jest najlepszym przykładem miasta złotej ery Portugalii (ponieważ Lizbona została w dużej mierze zniszczona w trzęsieniu ziemi w 1755 roku). Miasto jest domem dla zabytków z różnych okresów, w tym świątyni rzymskiej (na zdjęciu), mauretańskich fortyfikacji oraz kościołów i pałaców zbudowanych po XV wieku, kiedy Évora stała się rezydencją portugalskich monarchów. Typową cechą miasta są bielone domy z XVI do XVIII wieku. Są one ozdobione malowanymi kaflami (azulejos) i kutymi balkonami. Zabytki Évory zainspirowały portugalską architekturę kolonialną w Brazylii kolonialnej. |
| 505     | Opactwo Cystersów w Alcobaça Monastery of Alcobaça | Fasada kościoła zintegrowana z kompleksem białych budynków z czerwonymi dachami                       | Alcobaça                                            | K (i, iv)               | 1989                     | Cysterski klasztor został założony w XII wieku i stał się kulturalnym, religijnym i politycznym centrum regionalnym. Kościół i budynki klasztorne zostały zbudowane w XIII wieku w stylu gotyckim, natomiast fasada została odnowiona w XVIII wieku w stylu barokowym. Kuchnia również pochodzi z XVIII wieku. W kościele znajdują się bliźniacze grobowce króla Pedro I i Inês de Castro, z 1360 roku, które są doskonałymi przykładami gotyckich rzeźb nagrobnych. |
| 723     | Krajobraz kulturowy Sintry Cultural Landscape of Sintra | Widok z lotu ptaka na zamek z białą fasadą i pomarańczowymi dachami                                   | Sintra                                              | K (ii, iv, v)           | 1995                     | Krajobraz kulturowy położony jest w paśmie górskim Serra de Sintra. Do wybitnych obiektów należą Pałac Pena, zrujnowany klasztor przekształcony w zamek w eklektycznej kombinacji stylów, Pałac Narodowy (na zdjęciu), Quinta da Regaleira, Pałac Monserrate i Zamek Maurów. Parki przylegające do pałaców są domem dla kilku egzotycznych gatunków roślin. |
| 755     | Historyczne centrum Porto, most Ludwika I i Klasztor Serra do Pilar Historic Centre of Oporto, Luiz I Bridge and Monastery of Serra do Pilar                                   | Metalowy most przez rzekę i centrum miasta zbudowane na zboczu wzgórza                                | Porto                                               | K (iv)                  | 1996                     | Miasto Oporto, czyli Porto, leży u ujścia rzeki Douro. Pierwotnie osada handlowa fenicka, miasto było nieprzerwanie zamieszkane od czasów rzymskich. Zabytki w mieście pochodzą z różnych okresów: Katedra została zbudowana w stylu romańskim, kościół Santa Clara w stylu manuelińskim, a Pałac Giełdowy w stylu neoklasycystycznym. |
| 866     | Prehistoryczne stanowiska sztuki naskalnej w dolinie rzeki Côa i Siega Verde* Prehistoric Rock Art Sites in the Côa Valley and Siega Verde                                     | Ryciny naskalne zwierząt, w tym konia                                                                 | Region Douro (Portugalia) i Siega Verde (Hiszpania) | K (i, iii)              | 1998 (rozszerzenie 2010) | Obiekt ten obejmuje dwa stanowiska z otwartymi rycinami naskalnymi. Portugalskie stanowisko, wpisane w 1998 roku, znajduje się w dolinie rzeki Côa. Hiszpańskie stanowisko Siega Verde zostało dodane jako rozszerzenie w 2010 roku. Ryciny, przedstawiające zwłaszcza zwierzęta (ponad 5000 postaci), były tworzone przez kilka tysiącleci, od górnego paleolitu do magdaleńskiego/Epipaleolitu (22 000 do 8000 p.n.e.). |
| 934     | Las wawrzynowy na Maderze Laurisilva of Madeira | Stare drogi i przejścia między wioskami i innymi miejscami na Maderze, otoczone prehistorycznym lasem | Madera                                              | P (ix, x)               | 1999                     | Lasy wawrzynowe Madery stanowią relikt typu lasu, który pokrywał duże obszary Europy Południowej od 40 do 15 milionów lat temu. Las składa się głównie z wiecznie zielonych drzew i krzewów o płaskich, ciemnozielonych liściach. Ekosystem ten, będący głównie lasem pierwotnym, jest domem dla wielu gatunków roślin i zwierząt, z których kilka jest endemitem. |
| 1031    | Historyczne centrum Guimarães i Strefa Couros Historic Centre of Guimarães and Couros Zone                                                                                     | Pomnik przed zamkiem                                                                                  | Guimarães                                           | K (ii, iii, iv)         | 2001 (rozszerzenie 2023) | Guimarães, jako siedziba książąt, którzy ogłosili niepodległość w XII wieku, jest ważnym miastem w historii Portugalii. Służyło jako pierwsza stolica kraju. Rozwój średniowiecznego miasta odbywał się wokół zamku i kompleksu klasztornego. Między końcem XV a XVII wiekiem w historycznym centrum, które zostało dobrze zachowane, zbudowano szlacheckie domy i budynki miejskie. Specjalistyczne techniki budowlane rozwinięte w Guimarães w średniowieczu zostały przeniesione do portugalskich kolonii w Afryce i obu Amerykach. Strefa Couros z garbarniami została dodana w 2023 roku.                 |
| 1046    | Region winiarski Alto Douro Alto Douro Wine Region | Rzeka z tarasowymi winnicami                                                                          | Prowincja Trás-os-Montes e Alto Douro               | K (ii, iv, v)           | 2001                     | Dolina rzeki Douro i jej główne dopływy to krajobraz kulturowy, gdzie wino jest produkowane od około dwóch tysiącleci. Krajobraz został ukształtowany przez działalność człowieka, z tarasowymi winnicami, quintas (posiadłościami winiarskimi), drogami i kaplicami. Od połowy XVIII wieku najbardziej znanym produktem regionu jest wino porto. |
| 1117    | Krajobraz kulturowy winnic wyspy Pico Landscape of the Pico Island Vineyard Culture                                                                                            | Winnice z niskimi murkami zbudowanymi z głazów i morze w oddali                                       | Wyspa Pico                                          | K (iii, v)              | 2004                     | Produkcja wina na wyspie Pico rozpoczęła się w XV wieku. Aby chronić farmy i winnice przed wiatrem i słoną wodą, rolnicy zbudowali sieć długich kamiennych murów na całej wyspie. Budynki związane z winiarstwem obejmują dworki z początku XIX wieku, piwnice winne, porty i kościoły. Produkcja wina na wyspie osiągnęła szczyt w XIX wieku, a następnie spadła. W XXI wieku kontynuowana jest na mniejszą skalę. |
| 1367    | Miasto garnizonowe Elvas i jego fortyfikacje Garrison Border Town of Elvas and its Fortifications                                                                              | Wały obronne Elvas                                                                                    | Elvas                                               | K (iv)                  | 2012                     | Miasto Elvas położone jest blisko granicy z Hiszpanią. Portugalia odzyskała niepodległość od Hiszpanii w 1640 roku, a wokół miasta zbudowano złożony system fortyfikacji bastionowych z suchymi fosami (gwiaździsty fort). Został zaprojektowany przez holenderskiego jezuickiego księdza Joannesa Cieremansa zgodnie z najnowszymi holenderskimi trendami obronnymi. Obiekt obejmuje również Nossa Senhora da Graça Fort z XVIII wieku oraz Amoreira Aqueduct z XVI wieku. Niewielka korekta granic obiektu miała miejsce w 2013 roku.                                                                        |
| 1387    | Uniwersytet w Coimbrze – Alta i Sofia University of Coimbra – Alta and Sofia                                                                                                   | Dziedziniec pałacu, budynki uniwersyteckie                                                            | Coimbra                                             | K (ii, iv, vi)          | 2013                     | Uniwersytet w Coimbrze został założony pod koniec XIII wieku na wzgórzu z widokiem na miasto (Alta). W 1537 roku przeniósł się do Pałacu Królewskiego Alcáçova, a później rozwinął szereg kolegiów. Służył jako wzór dla uniwersytetów w świecie luzafońskim. Miasto Coimbra jest silnie splecione z uniwersytetem. Niektóre z kluczowych budynków to XII-wieczna Stara Katedra w Coimbrze, barokowa Biblioteka Joanina, Chapel of São Miguel oraz kolegia wzdłuż ulicy Sofia w mieście. Niewielka korekta granic obiektu miała miejsce w 2019 roku.                                                           |
| 1573    | Pałac królewski w Mafrze, bazylika, klasztor, ogród Cerco i Park Łowiecki (Tapada) Royal Building of Mafra – Palace, Basilica, Convent, Cerco Garden and Hunting Park (Tapada) | Ogromny budynek z żółtą fasadą i dwoma dzwonnicami pośrodku                                           | Mafra                                               | K (iv)                  | 2019                     | Monumentalny kompleks pałacowy w Mafrze został zlecony na początku XVIII wieku przez króla Jana V. Kompleks obejmuje bazylikę, pałace królewskie, klasztor i bibliotekę. Został zbudowany w stylu barokowym włoskim, w szczególności inspirowany architekturą Rzym. Obiekt obejmuje również Ogród Cerco, przylegający do pałacu, oraz królewskie tereny łowieckie. |
| 1590    | Sanktuarium Dobrego Jezusa w Bradze Sanctuary of Bom Jesus do Monte in Braga                                                                                                   | Misternie zdobione schody prowadzące do kościoła na wzgórzu                                           | Braga                                               | K (iv)                  | 2019                     | Sanktuarium położone jest na zboczach góry Espinho nad Bragą i jest przykładem miejsca pielgrzymkowego na świętej górze. Główne budynki zostały zbudowane w stylu barokowym, najbardziej emblematyczne są Schody Pięciu Zmysłów (na zdjęciu). |

## Obiekty na portugalskiej Liście Informacyjnej UNESCO
Poniższa tabela przedstawia obiekty na portugalskiej Liście Informacyjnej UNESCO:
Obiekt – polska nazwa obiektu wraz z jej angielskim oryginałem na portugalskiej Liście Informacyjnej;
Zdjęcie – ilustracja obiektu;
Położenie – miasto, region; współrzędne geograficzne;
Rok wpisu – rok wpisu na Listę Informacyjną;
Kryteria UNESCO – klasyfikacja według zgłoszenia (kulturowe (K), przyrodnicze (P), kulturowo–przyrodnicze (K,P));
Opis – krótki opis obiektu.
| #  | Obiekt | Zdjęcie                                         | Lokalizacja                     | Typ (wraz z kryteriami) | Rok  | Nr ref. |
| -- | --- | ----------------------------------------------- | ------------------------------- | ----------------------- | ---- | ------- |
| 1  | Mértola | Zamek nad miasteczkiem, domy z białymi fasadami | Dystrykt Beja                   | K (ii, iii, vi)         | 2017 | 6209    |
| 2  | Vila Viçosa, renesansowe miasto książęce Vila Viçosa, Renaissance ducal town                                                                         | Długi pałac i posąg jeźdźca na pierwszym planie | Dystrykt Évora                  | K (ii, iv)              | 2017 | 6214    |
| 3  | Wyspy Selvagens Selvagens Islands | Skaliste wybrzeże oceanu                        | Północny Ocean Atlantycki       | P (vii, viii, ix, x)    | 2017 | 6217    |
| 4  | Ufortyfikowane fortyfikacje „Raia” (Granica) Bulwarked Fortifications of the „Raia” (Border)                                                         | Twierdza na szczycie wzgórza                    | Elvas, Marvão, Valença, Almeida | K (iv, vi)              | 2017 | 6218    |
| 5  | Akwedukt Águas Livres Águas Livres Aqueduct | Akwedukt przecinający dolinę                    | Lizbona                         | K (i, ii, iv)           | 2017 | 6221    |
| 6  | Zespół dzieł architektury Álvara Sizy w Portugalii Ensemble of Álvaro Siza’s Architecture Works in Portugal                                          | Biały prostokątny budynek kościoła              | Różne lokalizacje               | K (i, ii, iv)           | 2017 | 6224    |
| 7  | Lizbona Pombaline Pombaline Lisbon | Duży plac z posągiem jeźdźca                    | Lizbona                         | K (i, ii, iv, vi)       | 2017 | 6226    |
| 8  | Pustynia Karmelitów Bosych i zespół pałacowo-hotelowy w Bussaco Desert of the Discalced Carmelites and Built Ensemble of the Palace-Hotel in Bussaco | Duży budynek z ozdobną fasadą przed parkiem     | Dystrykt Aveiro                 | K (ii, iii, iv)         | 2017 | 6227    |
| 9  | Siedziba główna i ogród Fundacji Calouste Gulbenkiana Head Office and Garden of the Calouste Gulbenkian Foundation                                   | Nowoczesny budynek i ogród                      | Lizbona                         | K (i, ii, iv, vi)       | 2017 | 6228    |
| 10 | Lewady wyspy Madera Levadas of Madeira Island | Kanał wodny w lesie                             | Madera                          | K (i, iii, iv, v)       | 2017 | 6230    |
| 11 | Grzbiet Śródatlantycki* Mid-Atlantic Ridge | Wulkaniczna góra w chmurach                     | Azory                           | P (vii, viii, ix, x)    | 2017 | 6231    |